# Karl Gruber (polityk)
Karl Gruber (ur. 3 maja 1909 w Innsbrucku, zm. 1 lutego 1995 tamże) – austriacki polityk, minister, dyplomata.

## Życiorys
Był dyplomatą i politykiem Austriackiej Partii Ludowej (ÖVP). Od 19 grudnia 1945 do 5 maja 1954 był posłem Rady Narodowej. W okresie od 26 września 1945 do 26 listopada 1953 był ministrem spraw zagranicznych w rządach Rennera, Figla i Raaba. Następnie pracował w dyplomacji, był m.in. ambasadorem w Bonn (1966), Waszyngtonie (1969-1972) i Bernie (1972-1974).